# Lode (baltisches Adelsgeschlecht)

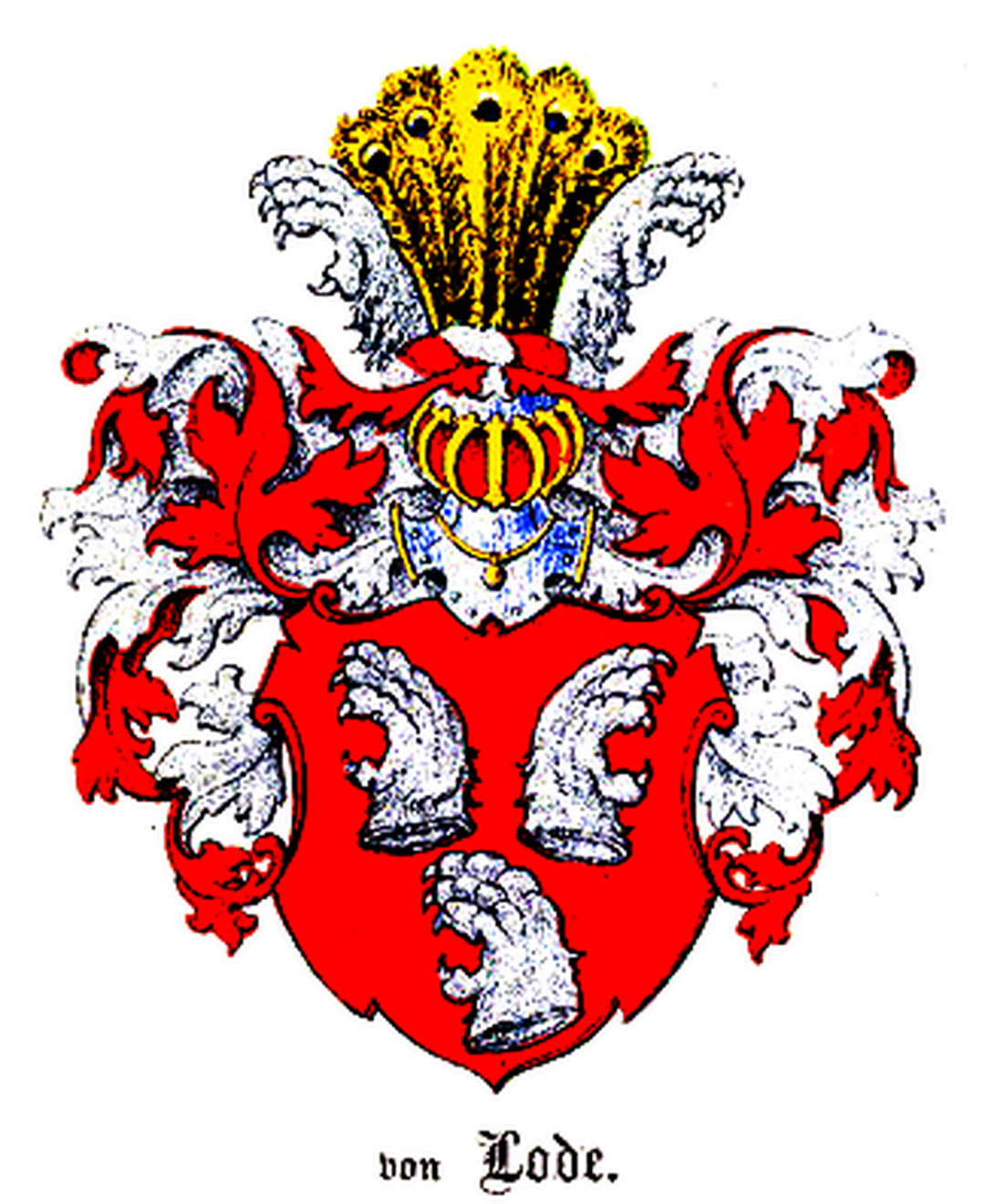
Renaissancewappen derer von Lode im Baltischen Wappenbuch

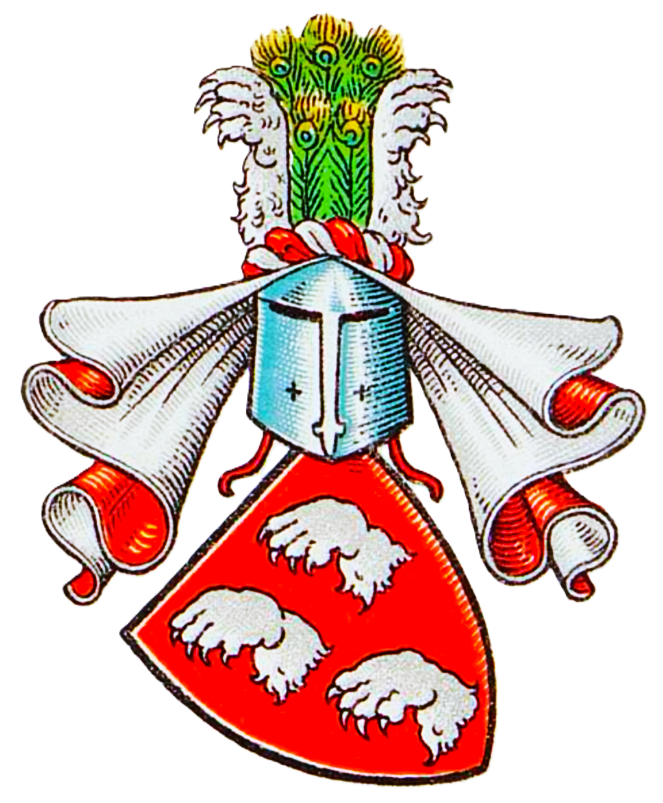
Wappen derer von Lode im Wappenbuch des Westfälischen Adels

Lode (russisch Лод) еist ein altes deutsch-baltisches Adelsgeschlecht. Einzelne Linien und Glieder der Familie konnten sich nach Dänemark, Schweden, Finnland und Russland ausbreiten, standen ebenfalls in preußischen oder sächsischen Militärdiensten. Das Geschlecht besteht gegenwärtig in Finnland  fort.
Eine Stammverwandtschaft mit dem im 18. Jahrhundert abgestorbenen pommerschen Lode ist nicht erwiesen und wird von der Forschung mehrheitlich abgelehnt.

## Geschichte

### Herkommen
Der Ursprung des Geschlechts ist unbekannt, am ehesten aber vielleicht im Erzstift Bremen zu suchen, wo ein Johannes de Lode in den Jahren 1218, 1225 und 1226 unter den Ministerialen auftrat. Dieser könnte mit dem nachstehenden, gleichnamigen Stiftsvogt in der Wiek identisch sein. Zwischen 1206 und 1272 trat aber auch ein gleichnamiges Vasallengeschlecht der Grafen von Schauenburg und Herren zur Lippe auf. Bei Minden gab es den Klosterort Lohde der als namensstiftender Ursprungsort der Familie ebenfalls in Frage kommt. 1250 wurden der Ritter Henricus de Lohden und sein Bruder Wernerus beim Bischof von Hildesheim urkundlich genannt. Elgenstierna weist der Familie einen westfälischen Ursprung zu, so auch Max von Spießen, der einen Bruno Lode, 1316 Drost zu Burg Tecklenburg vorbringt. Eine dänische Abstammung ist nach heutiger Forschung auszuschließen.

### Ausbreitung und Persönlichkeiten
Johannes de Lude, 1229 Stiftsvogt des Bischofs Gottfried von Oesel-Wiek, ließ die Burg Lode erbauen. Mit ihm trat das Geschlecht erstmals im Baltikum auf. Sein mutmaßlicher Sohn, der dänische Vasall dominus Odwarus de Lode (⚔ 1270) verfügte über einen sehr umfangreichen Lehnsbesitz von 67 Haken Landes in Harrien und Wierland. Ein weiterer Odwarus von Lode († nach 1281) war königlich dänischer Hauptmann von Reval und kämpfte mit einem estländischem Kontingent in den Jahren 1280–1281 an der Seite Konrads von Feuchtwangen gegen die Semgallen. Die Lode waren bis über die Reformationszeit hinaus, eine der führenden Familien in Estland.
Die estländischen Häuser Pöddes, Itfer, Errides, Muddis, Kotz, Viol, Pier und Tolks sind sämtlich im 16., 17. oder 18. Jahrhundert erloschen. Ab dem 15. Jahrhundert machten sich zahlreiche Glieder der Familie auch im Erzstift Riga und im Stift Dorpat ansässig. Der estländische Landrat und königlich schwedische Oberstleutnant Gustav Reinhold von Lode a.d.H. Itfer (* 1678; † 1753), Herr auf Metzküll, Arras und Kelp immatrikulierte sich 1742/47 bei der livländischen Ritterschaft (Nr. 6). Er blieb erblos.
Die Linien in Oesel sind ohne gesicherten Anschluss an die Stammlinie. Das Haus Katvel wurde durch Hermen Lode († vor 1492), dessen Sohn Odert Lode († vor 1512) noch Herr auf Idsel in Livland war, gestiftet. Friedrich Johann von Lode (* ca. 1683; † vor Dez. 1753), Landschaftshauptmann und Landrat auf Oesel, Herr auf Kadvel und Cabbil, immatrikulierte sich 1741 bei der oeselschen Ritterschaft. Mit dem kaiserlich russischen Oberst Woldemar von Lode (⚔ 1914) ist das Haus Katvel erloschen. Das jüngere Haus Lodenhof wurde durch Hermen Lode († vor 1506), Herr auf Kekko und Kaysfer, gestiftet und ist mit Karl Johann von Lode († nach 1714) erloschen.
Die schwedische Adelsnaturalisation erfolgte am 14. Mai 1630, die Introduktion als Lode från Livland bei der Adelsklasse der schwedischen Ritterschaft am 19. Mai 1630 (Nr. 144, später geändert in Nr. 173) für die Brüder a.d.H. Kuckers, Hans Lode († 1631), Herr auf Edeby, königlich schwedischer Hofjunker und Gerhard Lode (* 1606; † nach 1659), Herr auf Kuckers, Kappel und Terrastfer, Kammerherr und Stallmeister der schwedischen Königin, Söhne des Formhold Lode († nach 1616), Herr auf Kuckers, Söttküll und Merreküll. Gustav von Lode († 1705), Sohn des obigen Gerhard wurde der Stammvater der schwedischen und finnischen Lode. Erstere sind 1884 erloschen, letztere immatrikulierten sich 1810 bei der finnischen Ritterschaft (Nr. 10) und bestehen bis in die Gegenwart fort. Ebenfalls a.d.H. Kuckers immatrikulierte sich 1744 der kurfürstlich sächsische Oberstleutnant Diedrich Johann von Lode (* 1670; † 1744), letzter Herr auf Kuckers seines Geschlechts, bei der estländischen Ritterschaft (Nr. 31). Er blieb erblos.

## Historischer Güterbesitz
Die baltischen Lode konnten sich vor allem in Estland aber auch in Livland und Oesel, späterhin auch in Ingermanland und Finnland umfangreichen Güterbesitz aneignen. Der nachstehende Anriss erhebt keinen Anspruch auf Vollständigkeit.
- in Estland: Angern, Arknal, Asserin, Attel, Buxhöweden, Errides, Habbat, Haiba, Harm, Huljel-Arbaser, Jendel, Illuck, Isen, Itfer, Kappel, Kasti, Kochtel, Koil, Kotz, Kuckers mit Pier, Kyda, Lechts, Lehhet, Limmat, Merreküll, Metzikus, Muddis, Pachel, Pall, Pöddis, Rocht, Sompäh, Göttküll, Tatterrs, Thula, Toal, Tois, Tolks, Tomel in Wierland, Undel, Viol, Walk, Waschel und Wolljel
- in Oesel: Cabbil, Jöör, Kadvel, Kalli, Kaysfer, Kekko, Kusenöm, Lodenhof, Pajomois, Randefer, Rosenhof und Würtzen
- in Livland:
  - lettischer Distrikt: Borrishof, Idsel, Lodenhof (vier gleichnamige Güter), Schujenpahlen und Stürzenhof,
  - estnischer Distrikt: Metzküll-Arras, Somel, Terrastfer und Unniküll,
- in Schweden: Edeby in Södermanland, Gärdsmyra in Uppsala län, Grimstad in Östergötland und Vasa in Stockholms län
- in Finnland: Rauhalahti, Hatsalan und Harjulan, alle bei Kuopio, Kulsiala und Pälkäne, Sääskjärvi, Kräppelby bei Borgå
- in Russland (Ingermanland): Smerdowitzky bei Jamburg und Nawolok bei Luga

## Wappen
Das Stammwappen zeigt in Rot drei (2, 1) silberne (ursprünglich rechtsgekehrte) Löwenpranken. Auf dem Helm mit rot-silbernen Decken fünf natürliche Pfauenfedern.

## Angehörige

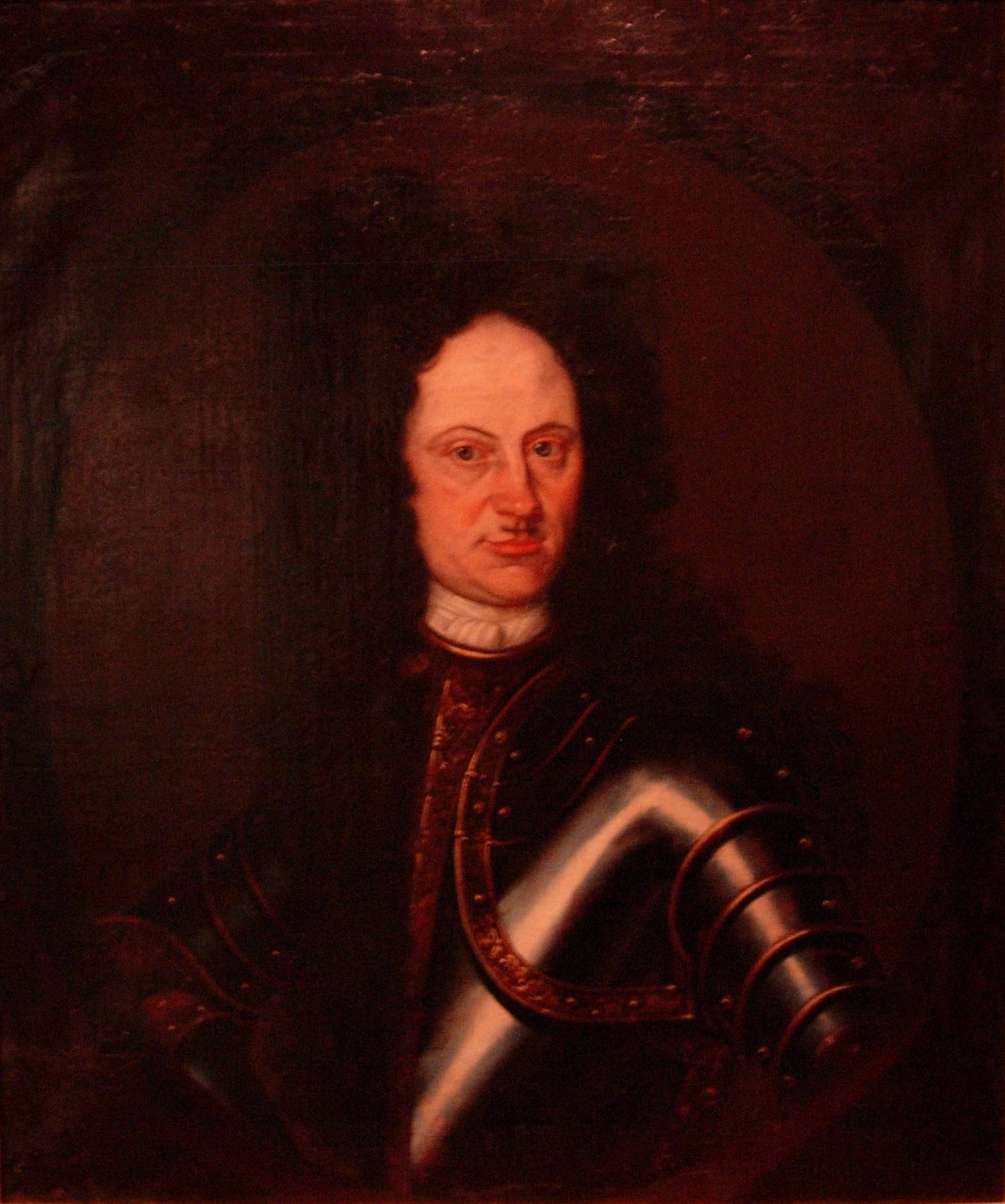
Jürgen Lode (* 1661; † 1730)

- Reinhold Lode († nach 1561), Herr auf Tolks und Rocht, Ritterschaftshauptmann in Harrien-Wierland
- Reinhold Lode († nach 1645), Herr auf Katvel und Landrat auf Oesel
- Jürgen Lode (* 1661; † 1730), königlich schwedischer Oberst und Kommandant von Helsinki
- Gustav Reinhold von Lode († nach 1693), 1693 livländischer Landrat
- Gustav Reinhold von Lode (* 1678; † 1753), Herr auf Kelp sowie auf Arras und Metzküll, königlich schwedischer Oberstleutnant und 1728–1740 estländischer Landrat
- Arnd Johann von Lode († 1692), Herr auf Itfer und Walk, königlich schwedischer Oberst, estländischer Landrat
- Friedrich Johann von Lode (* ca. 1683; † vor Dez. 1753), Landschaftshauptmann und Landrat auf Oesel[6]
- Odvardt Helmoldt von Lode (* 1726; † 1757), dänischer Kupferstecher[7]
- Georg Wilhelm (Göran Vilhelm) Lode (* 1741; † 1799), königlich schwedischer Generalstaatsanwalt, später Gerichtspräsident von Vaasa und Turku
- Karl Leonhard Lode (* 1752; † 1816), königlich schwedischer Oberst und Bataillonskommandeur
- Eduard Philipp Julius von Lode (* 1816; † 1889), kaiserlich russischer Geheimrat[8]
- Alexis von Lode (* 1817; † 1888), kaiserlich russischer Generalmajor
- Torsten Leonard Lode (* 1855; † 1924), finnischer Generalmajor